# Цюйцзялин
Цюйцзялин (кит. трад. 屈傢嶺, упр. 屈家岭, пиньинь Qūjiālíng; 3400–2600 до н. э.) — китайская неолитическая культура, сменившая культуру Даси в регионе Хубэй и Хунань (среднее течение Янцзы). Одна из трёх (наряду с Мацзяяо и Яншао) существовавших практически параллельно и сыгравших наибольшую роль в процессе формирования китайского этноса ранненеолитических культур бассейна реки Хуанхэ и близлежащих территорий.
Раскопки культуры проводились в 1955-1957 гг. 
Ареал культуры Цюйцзялин охватывал бассейн реки Ханьшуй. Данная культура характеризовалась оседлым земледелием, основой сельского хозяйства было рисоводство. Из ремёсел были хорошо развиты ткачество и гончарное ремесло — цюйцзялинцы пряли на веретёнах с круглыми глиняными пряслицами, украшенными цветным орнаментом, и изготовляли ручным способом различную глиняную посуду, иногда покрывая её цветным орнаментом. Для данной культуры характерны каменные полированные топоры и жатвенные ножи. Жилища — наземные, многокамерные, столбовой конструкции. 
В середине 3 тыс. до н. э. культуре Цюйцзялин на смену пришла поздненеолитическая культура Луншань (龍山, 龙山) и Шицзяхэ. В это время носители культуры вторгаются на территорию Хэннань. Согласно принятым в КНР теориям, культура Луншань пришла на смену предыдущим культурам уже в V тыс. до н. э. 